# Герб Коросна
Герб Коросна — один із символів Коросна, міста на правах повіту у південно-східній Польщі, адміністративного центру Коросненського повіту Підкарпатського воєводства.

## Історія та символіка
Герб Коросна є гербом Казимира ІІІ, який у XIV столітті, даючи Крусну права міста, заснував парафіяльну церкву і стіни, а також дав йому герб. Цей герб асоціюється з родом куявських П'ястів, а його різновиди все ще зустрічаються в гербах місцевих міст (Бжесць Куявський, Гневково й Рипін).

## Опис
У червоному полі пів золотого лева та пів срібного орла, що повернуті один від одного. Обидві півтварини мають спільну золоту корону.